# Giorgio Casalino
Giorgio Casalino (Gallipoli, 26 novembre 1919 – 29 aprile 2006) è stato un sindacalista e politico italiano.

## Biografia
Operaio, è stato segretario generale provinciale della CGIL di Lecce dal 1949 al 1964 e poi segretario provinciale del Partito Comunista Italiano dal 1967 al 1976.
Viene eletto alla Camera dei deputati nel 1976 nella Circoscrizione Lecce-Brindisi-Taranto, venendo poi riconfermato anche dopo le elezioni politiche del 1979. Conclude il mandato parlamentare nel 1983.